# Infernul (film din 1999)
Infernul (titlu original: Inferno, cunoscut și ca Desert Heat) este un film de acțiune de comedie din 1999 regizat de John G. Avildsen. Rolurile principale au fost interpretate de actorii Jean-Claude Van Damme, Pat Morita și Danny Trejo.

## Distribuție
- Jean-Claude Van Damme - Eddie Lomax
- Danny Trejo - Johnny Sixtoes
- Pat Morita - Jubal Early
- Gabrielle Fitzpatrick - Rhonda Reynolds
- Larry Drake - Ramsey Hogan
- Vincent Schiavelli - Mr. Singh
- David "Shark" Fralick - Matt Hogan
- Silas Weir Mitchell - Jesse Hogan
- Jonathan Avildsen - Petey Hogan
- Lee Tergesen - Luke
- Jaime Pressly - Dottie Matthews
- Bill Erwin - Eli Hamilton
- Ford Rainey - Pop Reynolds
- Kevin West - Vern
- Robert Symonds - Henry Howard
- Priscilla Pointer - Mrs. Howard
- Evelyn Guerrero - Bertie Early
- Lisa McCullough - Irma
- Nikki Bokal - Carol Delvecchio
- Kelly Ewing - Rose Delvecchio
- Ray Chang - Mr. Chang
- Steve Adell - Joe Bob
- Ed Trotta - Jack
- Paul Koslo - Ives
- Brett Harrelson - Buck
- Jeff Kober - Beserko
- Gregory Scott Cummins - Leon
- Neil Delama - Lester